# 西成活裕
西成 活裕（にしなり かつひろ、1967年〈昭和42年〉1月8日 - ）は、日本の数理物理学者。東京大学先端科学技術研究センター教授。専門は、非線形動力学・渋滞学。博士（工学,東京大学, 1995年,甲第11113号)

## 来歴
東京都足立区に生まれる。小学2年生のとき茨城県土浦市に転居。1985年に茨城県立土浦第一高等学校を卒業した。早稲田大学理工学部での仮面浪人を経て、1986年東京大学理科一類に入学した。1995年に東京大学大学院工学系研究科航空宇宙工学専攻博士課程を修了し、博士（工学）の学位を取得する。
同年山形大学工学部機械システム工学科助手となる（1997年に助教授に昇格）。1999年に龍谷大学理工学部数理情報学科助教授に転じた。2002年ケルン大学理論物理学研究所客員教授となる。
2005年、東京大学大学院工学系研究科航空宇宙工学専攻准教授となり、2009年に東京大学教授に昇格したのち、同年7月より、東京大学先端科学技術研究センター教授を務める。
渋滞学や無駄学の研究で知られる。著書の『渋滞学』は、講談社科学出版賞と日経BPビズテック図書賞を受賞した。
2021年9月、「歩きスマホによってなぜ人は衝突しそうになるのか」を研究した成果により、同年度のイグノーベル賞動力学賞を他の3人の研究者とともに受賞した。

## 人物
趣味はオペラ鑑賞とアリアを歌うこと。

## 著書

### 単著
- 『渋滞学』新潮社〈新潮選書〉、2006年9月。ISBN 9784106035708。
- 『クルマの渋滞アリの行列 渋滞学が教える「混雑」の真相』技術評論社〈知りたい！サイエンス 011〉、2007年7月。ISBN 9784774131245。
- 『無駄学』新潮社〈新潮選書〉、2008年11月。ISBN 9784106036231。
- 『「渋滞」の先頭は何をしているのか？』宝島社〈宝島社新書 291〉、2009年6月。ISBN 9784796658430。
- 『よくわかる渋滞学』ナツメ社〈図解雑学〉、2009年8月。ISBN 9784816347412。
- 『シゴトの渋滞、解消します！ 結果がついてくる絶対法則』朝日新聞出版、2010年2月。ISBN 9784022506740。
  - 『シゴトの渋滞学 ラクに効率を上げる時間術』（改題）新潮社〈新潮文庫 に-27-1〉、2013年6月。ISBN 9784101391915。
- 『とんでもなく役に立つ数学』朝日出版社、2011年3月。ISBN 9784255005751。
  - 『とんでもなく役に立つ数学』（加筆修正）KADOKAWA〈角川ソフィア文庫 K121-1〉、2014年12月。ISBN 9784044094768。
- 『東大教授が教える 思考体力を鍛える』あさ出版、2011年5月。ISBN 9784860634568。
  - 『東大教授の考え続ける力がつく思考習慣』（改題）あさ出版、2021年4月。ISBN 9784866672137。
- 『疑う力 ビジネスに生かす「IMV分析」』PHP研究所〈PHPビジネス新書 222〉、2012年6月。ISBN 9784569803517。
- 『とんでもなく面白い仕事に役立つ数学』日経BP社、2012年9月。ISBN 9784822231446。
  - 『とんでもなく面白い仕事に役立つ数学』（加筆修正）KADOKAWA〈角川ソフィア文庫 K121-2〉、2016年4月。ISBN 9784044001384。
- 『誤解学』新潮社〈新潮選書〉、2014年5月。ISBN 9784106037467。
- 『逆説の法則』新潮社〈新潮選書〉、2017年5月。ISBN 9784106038099。
- 『東大の先生！ 文系の私に超わかりやすく数学を教えてください！』郷和貴聞き手、かんき出版、2019年1月。ISBN 9784761273910。
- 『東大の先生！ 文系の私に超わかりやすく高校の数学を教えてください！』郷和貴聞き手、かんき出版、2020年6月。ISBN 9784761275013。
- 『東大の先生！ 文系の私に超わかりやすく物理を教えてください！』郷和貴聞き手、かんき出版、2022年10月。ISBN 9784761276317。

### 共著
- 筧三郎、西成活裕『線形代数』講談社〈理工系のための解く！〉、2007年11月。ISBN 9784061557673。
- 太田光、田中裕二、西成活裕『万物は渋滞する 渋滞学』講談社〈爆笑問題のニッポンの教養 爆問学問 12〉、2008年1月。ISBN 9784062826075。
- Andreas Schadschneider; Debashish Chowdhury; Katsuhiro Nishinari (2011). Stochastic transport in complex systems : from molecules to vehicles. Elsevier. ISBN 9780444528537
- Claudio Feliciani、Kenichiro Shimura、Katsuhiro Nishinari『Introduction to crowd management : managing crowds in the digital era: theory and practice』Springer、2021年。ISBN 9783030900113。

### 日本語版監修
- ミゲル・タンコ 著、福本友美子 訳『すうがくでせかいをみるの』ほるぷ出版、2021年9月。ISBN 9784593101115。